# Domiciano Cavém
Domiciano Barrocal Gomes Cavém  (Villarreal de San Antonio, Portugal, 21 de diciembre de 1932-Leiría, Portugal, 12 de enero de 2005), más conocido como Domiciano Cavém, fue un futbolista portugués que jugaba como lateral derecho, centrocampista o delantero.

## Fallecimiento
Murió de alzhéimer el 12 de enero de 2005, a la edad de 72 años.

## Selección nacional
Fue internacional con la selección de fútbol de Portugal en 18 ocasiones y convirtió 5 goles.

## Clubes
| Club                  | País     | Año       |
| --------------------- | -------- | --------- |
| Lusitano VRSA         | Portugal | 1950-1952 |
| SC Covilhã            | Portugal | 1952-1955 |
| SL Benfica            | Portugal | 1955-1969 |
| Nazarenos             | Portugal | 1969-1970 |
| Académico de Viseu FC | Portugal | 1972-1974 |

## Palmarés

### Campeonatos nacionales
| Título           | Club       | País     | Año  |
| ---------------- | ---------- | -------- | ---- |
| Primeira Divisão | SL Benfica | Portugal | 1957 |
| Copa de Portugal | SL Benfica | Portugal | 1957 |
| Copa de Portugal | SL Benfica | Portugal | 1959 |
| Primeira Divisão | SL Benfica | Portugal | 1960 |
| Primeira Divisão | SL Benfica | Portugal | 1961 |
| Copa de Portugal | SL Benfica | Portugal | 1962 |
| Primeira Divisão | SL Benfica | Portugal | 1963 |
| Primeira Divisão | SL Benfica | Portugal | 1964 |
| Copa de Portugal | SL Benfica | Portugal | 1964 |
| Primeira Divisão | SL Benfica | Portugal | 1965 |
| Primeira Divisão | SL Benfica | Portugal | 1967 |
| Primeira Divisão | SL Benfica | Portugal | 1968 |
| Primeira Divisão | SL Benfica | Portugal | 1969 |
| Copa de Portugal | SL Benfica | Portugal | 1969 |

### Copas internacionales
| Título                      | Club       | Sede                     | Año  |
| --------------------------- | ---------- | ------------------------ | ---- |
| Copa de Campeones de Europa | SL Benfica | Berna (Suiza)            | 1961 |
| Copa de Campeones de Europa | SL Benfica | Ámsterdam (Países Bajos) | 1962 |